# Каладюк, Анатолий Аверьянович
Анатолий Аверьянович Каладюк — советский хозяйственный, государственный и политический деятель, Герой Социалистического Труда.

## Биография
Родился в 1912 году в Бодайбо. Член КПСС.
С 1929 года — на хозяйственной, общественной и политической работе. В 1929—1968 гг. — рабочий кожевенного завода в городе Усолье-Сибирское, горный мастер, начальник участка, главный инженер на прииске «Дебин», главный инженер на приисках имени Будённого, имени Тимошенко, имени Ворошилова, директор прииска имени Гастелло Тенькинского горнопромышленного управления Министерства цветной металлургии СССР.
Указом Президиума Верховного Совета СССР от 20 мая 1966 года присвоено звание Героя Социалистического Труда с вручением ордена Ленина и золотой медали «Серп и Молот».
Избирался членом Тенькинского райкома КПСС.
С 1968 года на пенсии.
Умер в Санкт-Петербурге в 1974 году.

## Награды
- Орден Ленина (27.12.1954, 20.05.1966)
- Орден Трудового Красного Знамени (06.02.1952)
- Орден «Знак Почёта» (01.02.1939)
- Медаль «За трудовое отличие» (17.01.1943)